# المجمع المغلق 1939
المجمع المغلق 1939 هو المجمع الموكول بانتخاب بابا الكنيسة الكاثوليكية الجديد بعد استقالة البابا. انعقد مجمع الكرادلة لانتخاب البابا الجديد بدءًا من
1 مارس 1939 وانتهى في 2 مارس 1939. انتُخبَ بيوس الثاني عشر ليكون البابا الجديد للكنيسة.
عُقدَ المجمع في الفاتيكان في 1939.